# 薛寒
薛寒（1972年8月—），女，蒙古族，河北滦平人，中华人民共和国政治人物。现任河北省民族事务委员会主任，民建河北省委主委。第十四届全国政协委员。